# Danh sách Hội đồng hạt của Vương quốc Anh
Hạt (County) là đơn vị hành chính cao nhất tại xứ Anh (England) trong Liên hiệp Vương quốc Anh và Bắc Ireland. Các hạt của nước Anh là khu vực được sử dụng cho mục đích phân định ranh giới địa lý hành chính và chính trị. Tính đến tháng 4 năm 2009, trên toàn xứ Anh có tất cả là 27 hạt, và được chia nhỏ ra thành 48 quận, ở các quận có Hội đồng quận quản lý. Trong 27 hạt thì có 6 trong số đó là đô thị được gọi là hạt đô thị, những đô thị này không có Hội đồng cấp quận. Cũng giống như quận, đứng đầu các hạt cũng có Hội đồng quản hạt, Hội đồng quản hạt thành lập đầu tiên vào năm 1889 và nó được cải cách đáng kể vào năm 1974.

## Những Hội đồng hạt ngày nay
| Chính quyền địa phương        | Thành lập Hội đồng | Hội đồng quận | Website            |
| ----------------------------- | ------------------ | ------------- | ------------------ |
| Hội đồng hạt Buckinghamshire  | 1889               | 4             | Website chính thức |
| Hội đồng hạt Cambridgeshire   | 1974Cambs          | 5             | Website chính thức |
| Hội đồng hạt Cumbria          | 1974               | 6             | Website chính thức |
| Hội đồng hạt Derbyshire       | 1889               | 8             | Website chính thức |
| Hội đồng hạt Devon            | 1889               | 7             | Website chính thức |
| Hội đồng hạt Dorset           | 1889               | 6             | Website chính thức |
| Hội đồng hạt East Sussex      | 1889               | 5             | Website chính thức |
| Hội đồng hạt Essex            | 1889               | 12            | Website chính thức |
| Hội đồng hạt Gloucestershire  | 1889               | 6             | Website chính thức |
| Hội đồng hạt Hampshire        | 1889               | 11            | Website chính thức |
| Hội đồng hạt Hertfordshire    | 1889               | 10            | Website chính thức |
| Hội đồng hạt Kent             | 1889               | 12            | Website chính thức |
| Hội đồng hạt Lancashire       | 1889               | 12            | Website chính thức |
| Hội đồng hạt Leicestershire   | 1889               | 7             | Website chính thức |
| Hội đồng hạt Lincolnshire     | 1974               | 7             | Website chính thức |
| Hội đồng hạt Norfolk          | 1889               | 7             | Website chính thức |
| Hội đồng hạt North Yorkshire  | 1974               | 7             | Website chính thức |
| Hội đồng hạt Northamptonshire | 1889               | 7             | Website chính thức |
| Hội đồng hạt Nottinghamshire  | 1889               | 7             | Website chính thức |
| Hội đồng hạt Oxfordshire      | 1889               | 5             | Website chính thức |
| Hội đồng hạt Somerset         | 1889               | 5             | Website chính thức |
| Hội đồng hạt Staffordshire    | 1889               | 8             | Website chính thức |
| Hội đồng hạt Suffolk          | 1974               | 7             | Website chính thức |
| Hội đồng hạt Surrey           | 1889               | 11            | Website chính thức |
| Hội đồng hạt Warwickshire     | 1889               | 5             | Website chính thức |
| Hội đồng hạt West Sussex      | 1889               | 7             | Website chính thức |
| Hội đồng hạt Worcestershire   | 1998Worcs          | 6             | Website chính thức |

## Các Hội đồng cấp hạt trước kia từng tồn tại ở Anh
| Chính quyền địa phương                        | Thành lập Hội đồng | Bãi bỏ    |
| --------------------------------------------- | ------------------ | --------- |
| Avon County Council                           | 1974               | 1996      |
| Bedfordshire County Council                   | 1889               | 2009      |
| Berkshire County Council                      | 1889               | 1998      |
| Cambridgeshire County Council                 | 1889               | 1965Cambs |
| Cambridgeshire and Isle of Ely County Council | 1965               | 1974      |
| Cheshire County Council                       | 1889               | 2009      |
| Cleveland County Council                      | 1974               | 1996      |
| Cornwall County Council                       | 1889               | 2009      |
| Cumberland County Council                     | 1889               | 1974      |
| Durham County Council                         | 1889               | 2009      |
| East Riding County Council                    | 1889               | 1974      |
| East Suffolk County Council                   | 1889               | 1974      |
| Greater Manchester County Council             | 1974               | 1986      |
| Hereford and Worcester County Council         | 1974               | 1998      |
| Herefordshire County Council                  | 1889               | 1974      |
| Holland County Council                        | 1889               | 1974      |
| Humberside County Council                     | 1974               | 1996      |
| Huntingdon and Peterborough County Council    | 1965               | 1974      |
| Huntingdonshire County Council                | 1889               | 1965      |
| Isle of Ely County Council                    | 1889               | 1965      |
| Isle of Wight County Council                  | 1890               | 1995      |
| Kesteven County Council                       | 1889               | 1974      |
| Lindsey County Council                        | 1889               | 1974      |
| London County Council                         | 1889               | 1965      |
| Merseyside County Council                     | 1974               | 1986      |
| Middlesex County Council                      | 1889               | 1965      |
| Monmouthshire County Council                  | 1889               | 1974Mon   |
| North Riding County Council                   | 1889               | 1974      |
| Northumberland County Council                 | 1889               | 1974      |
| Rutland County Council                        | 1889               | 1974      |
| Shropshire County Council                     | 1889               | 2009      |
| Soke of Peterborough County Council           | 1889               | 1965      |
| South Yorkshire County Council                | 1974               | 1986      |
| Tyne and Wear County Council                  | 1974               | 1986      |
| West Midlands County Council                  | 1974               | 1986      |
| Westmorland County Council                    | 1889               | 1974      |
| West Riding County Council                    | 1889               | 1974      |
| West Suffolk County Council                   | 1889               | 1974      |
| West Yorkshire County Council                 | 1974               | 1986      |
| Wiltshire County Council                      | 1889               | 2009      |
| Worcestershire County Council                 | 1889               | 1974Worcs |